# Heerlijkheid Ridderherk
Ridderherk was een heerlijkheid die vanouds behoorde tot het prinsbisdom Luik en gelegen is in vochtig-Haspengouw.
Ridderherk was achtereenvolgens in bezit van de families families Van Herk (13e eeuw), De Hemricourt (eind 13e eeuw), De Seraing (14e eeuw), Van Langdries (vanaf 1372), Van Gotem (1390), De Corswarem (1434), Van Brandenburg (XVI), Van Guigoven, d'Oyenbrugge de Duras (1531), d'Argenteau, en De Saint-Mart (1763).
Nadat omstreeks 1796 het feodale stelsel was opgeheven werd deze Luikse heerlijkheid, samen met de eertijds Loonse heerlijkheden Overrepen en Kolmont, bijeengevoegd tot de gemeente Overrepen. In 1977 kwam Ridderherk aan de gemeente Tongeren.